# Тракико
Тракико (грч. Θρακικό) је насељено место у општини Синтика у периферији Средишња Македонија, Грчка. Према попису из 2021. године било је 83 становника.
Према бугарском географу и историчару, Василу Канчову, у Тракику је 1900. године живело 500 Турака. Године 1924. турско становништво је принудно исељено у Турску а на њихово место је насељено 54 грчких избегличких породица из Турске, којих је на попису из 1928. године било 257. Село се раније звало Турчели.